# Janko Dernovšek
Janko Dernovšek, slovenski zdravnik okulolaringolog in organizator zdravstva, * 20. februar 1888, Hrastnik, † 8. september 1949, Maribor.

## Življenje in delo
Po diplomi na dunajski medicinski fakulteti (1914) se je specializiral iz oftalmologije (1916-1917) in otorinolaringologije (1918-1919). Leta 1919 je postal predstojnik okulolaringološkega oddelka Splošne bolnišnice v Mariboru, ter bil v obdobju 1922-1930 tudi upravnik celotne bolnišnice. Po nemški zasedbi Maribora je bil izgnan v Zagreb. Leta  1945 se je vrnil v Maribor ter tu prevzel vodstvo očesnega oddelka Splošne bolnišnice. Kot zdravnik se je veliko prizadeval za zatiranje trahoma.